# تاغاوا (فوكوكا)
مدينة تاغاوا (بالإنجليزية: Tagawa)‏ هي أحد المدن التابعة لمحافظة فوكوكا. تأسست رسميًا في 03/11/1943. ويقدر عدد سكانها بـ 50484 نسمة حسب تقدير مكتب الإحصاء الياباني لعام 2012. تبلغ مساحة تاغاوا 54.52 كم2. بكثافة سكانية تبلغ 926 نسمة/كم2.